# Kawanishi H3K
Le Kawanishi H3K, aussi désigné « Hydravion de marine Type 90-2 » (en japonais : « 九〇式二号飛行艇 »), était un hydravion biplan bimoteur japonais de l'Entre-deux-guerres. 
Le H3K était en fait un développement du Short S.8/8 Rangoon. Le premier des cinq exemplaires produits fut construit par Short Brothers, en Irlande, et les quatre autres par Kawanishi Kokuki, au Japon.

## Conception et développement
En 1929, la marine impériale japonaise donna la responsabilité à Kawanishi de lui fournir un nouvel hydravion de reconnaissance à long rayon d'action. Kawanishi envoya alors une équipe au Royaume-Uni pour aller visiter les usines du constructeur Short Brothers, afin d'inspecter leurs conceptions et ensuite produire un avion correspondant bien aux besoins de la marine japonaise. Après avoir inspecté en détail le Singapore Mk.I et le Rangoon, lui-même une adaptation militaire du Calcutta, les équipes de Kawanishi choisirent de produire une version élargie du Rangoon, avec des moteurs Rolls-Royce Buzzard à la place des Bristol Jupiter d'origine,.
Le concept de Short, le S.15 K.F.1, était un grand biplan tout en métal, avec trois moteurs Buzzard montés entre les ailes dans des nacelles aérodynamiques, dotées de radiateurs proéminents au-dessus des moteurs. Il avait deux cockpits côte-à-côte séparés pour les deux pilotes, avec des positions de mitrailleurs dans le nez, deux positions dorsales et deux dans la queue, avec l'ingénieur de vol et l'opérateur radio installés à l'intérieur de la coque, qui contenait également une cuisine et de quoi héberger huit membres d'équipage,.
Le prototype de K.F.1 effectua son premier vol le 10 octobre 1930 et, après de brefs essais, fut désassemblé et envoyé vers le Japon par bateau. Quand il fut remonté après son arrivée au Japon, les tests effectués par les Japonais montrèrent qu'il avait de bonnes performances, et Kawanishi négocia alors l'obtention d'une licence de production pour le K.F.1, le premier exemplaire « entièrement japonais » étant achevé en mars 1931. Quatre appareils furent produits au Japon, le dernier étant achevé en février 1933. Ces avions différaient du prototype par l'ajout d'un cockpit fermé pour les pilotes et des cockpits arrière modifiés.

## Carrière opérationnelle
L'avion fut formellement accepté en service par la Marine japonaise en octobre 1932, sous la désignation officielle d'« Hydravion de marine Type 90-2 » (H3K1 pour le constructeur Short). Ils furent utilisés pour effectuer de la patrouille maritime à longue distance et des missions d'entraînement au-dessus du Pacifique, restant en service jusqu'à la fin de l'année 1936,.
Le 8 janvier 1933, l'un des H3K s'écrasa lors de sa descente de nuit vers la base aérienne de Tateyama (en), lors d'un vol d'entraînement. La cause fut établie comme étant un altimètre trop lent à afficher les variations d'altitude. Le célèbre aviateur naval Lt. Cmdr. Shinzo Shin fut tué, ainsi que deux autres des cinq membres d'équipage.

## Utilisateur
- Empire du Japon :
  - Service aérien de la Marine impériale japonaise (大日本帝國海軍航空本部, Dai-Nippon teikoku kaigun kōkū honbu).